# Linia kolejowa Barca St. 1 – Košice (koľaj č. 101)
Linia kolejowa Barca St. 1 – Košice (koľaj č. 101) – linia kolejowa na Słowacji.
Łącznica kolejowa w węźle kolejowym pod Koszycami. Łączy linię kolejową Čop UA - Čierna nad Tisou – Košice ze stacją towarową Košice.